# Estevan Perez Froian
Estevan Perez Froian (fl. XIII secolo) è stato un trovatore portoghese, membro della piccola aristocrazia, attivo tra il 1245 e il 1290.
Dopo la vittoria di Afonso III contro Sancho II, si rifugia in Castiglia. Della sua opera ci è pervenuta solo una cantiga de amor. 